# Zatoka wieńcowa

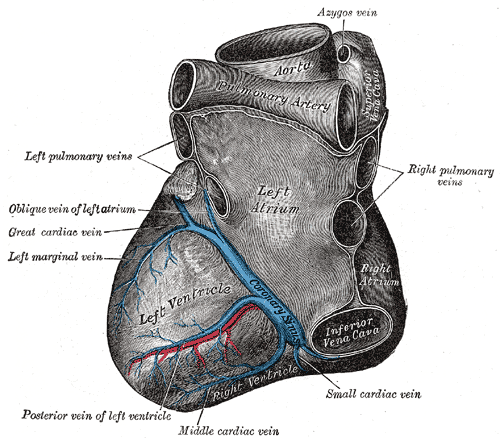
Zatoka wieńcowa podpisana "Coronary Sinus".

Zatoka wieńcowa (łac. sinus coronarius) – w anatomii człowieka naczynie żylne zbierające większość krwi ze ścian serca i odprowadzające ją do prawego przedsionka. Zatoka wieńcowa położona jest na powierzchni przeponowej serca, w tylnej części bruzdy wieńcowej, między lewą komorą a lewym przedsionkiem. Ma cienkie ściany, długość 3–5 cm i średnicę około 1 cm. U swego ujścia do prawego przedsionka zaopatrzona jest w zastawkę zatoki wieńcowej. Stanowi przedłużenie żyły sercowej wielkiej, przy czym przejście w nią ma zmienny wygląd, może być dobrze widoczne lub stopniowe i praktycznie niezauważalne. Oprócz żyły sercowej wielkiej, do zatoki wieńcowej wpadają żyła sercowa średnia, żyła sercowa mała, żyła tylna komory lewej i żyła skośna przedsionka lewego. Może do niej wpadać także żyła brzeżna lewa, zwykle uchodząca do żyły sercowej wielkiej. Łącznie zatoka wieńcowa odprowadza 60–70% krwi ze ścian serca, mniejsze żyły serca bez jej pośrednictwa uchodzą bezpośrednio do przedsionków i komór.